# (1883) Rimito
(1883) Rimito (1942 XA) – planetoida z pasa głównego asteroid okrążająca Słońce w ciągu 3,75 lat w średniej odległości 2,41 j.a. Odkryta 4 grudnia 1942 roku.